# Sidi Ayad
Sidi Ayad è un comune dell'Algeria, situato nella provincia di Béjaïa.